# زوبة الكلوباتية
زوبة الكلوباتية (1917 - 1972) هي راقصة وممثلة مصرية، اشتهرت بالرقص بالشمعدان.

## حياتها ومسيرتها
زينب حسين مصطفى ولدت بحي الدرب الأحمر بالقاهرة سنة 1917، أشتهرت باسم زوبة الكلوباتية، وكانت أشهر راقصات عصرها وبالاخص في شارع محمد علي بوسط القاهرة، تحديدًا في الثلاثينيات من القرن العشرين، ويقال إن شهرتها وصلت إلى درجة أن تماثيلها كانت تُستبدَل بالزجاجات الفارغة، وفي بداية الستينيات أعتزلت الرقص بحجة أنه حرام وأتجهت الي الحج، تزوجت وهي في سن الثالثة عشر من كلوباتي، كان يسهر في الأفراح ليوقد الكلوبات، ولكنه كان يعود إلى المنزل في الفجر ومعه الراقصة التي كانت في الفرح، وعندما تعترض زوبة كان يُخرِج لها قسيمة زواج أو عقد عرفي، ثم يطلقها بعد أيام، صارحها زوجها بأنه يتزوج الراقصات لخبرتهم، لذلك قررت زوبة أن تتعلم الرقص والغناء حتى يستغني زوجها عن الراقصات، وذهبت إلى منزل راقصة تدعي خديجة الونش لتتعلم الرقص والغناء، وأخذت ترقص وتغني لزوجها، ولكن عندما علم بأنها تتعلم لديها طلقها، وكانت تلك فرصة لتبدأ حياتها في الفن، اصطحبتها خديجة الونش للأفراح، لتصبح زوبة راقصة وكان أجرها 60 قرشًا بالإضافة إلى النقطة يصل إلى ستة جنيهات، ولم تكن زوبة تكتفي بالرقص، بل كانت تغني، وبعد نجاحها تزوجت زوبة من المطرب محمد الصغير، ولحن لها ملحنون كبار مثل كامل الخلعي وأحمد صبرة ومحمد الكحلاوي، ولم يستمر زواجها من الصغير، وتزوجت بعدها العازف والملحن عبد المنعم الإبياري.

## رقص الشمعدان
اشتهرت زوبة برقصة الشمعدان ويقال إنها أول من رقصتها، ولكن بحسب روايتها في حديث لصحفي يوسف الشريف كانت شاهدت رجلًا يرقص بالشمعدان في صالة عز الدين لتقرر تقليد الرقصة، رغم أن الشمعدان يزن عن 10 كيلوجرام، كانت ترقصها دون أن يهتز الشمعدان أو تنطفئ الشموع الموجودة عليه، وكان الرقص مع محاولة وضع أشياء على الرأس محاولة للتجديد، تحولت قصة حياة زوبة الي مسرحية زوبة الكلوباتية التي كتبها صلاح طنطاوي وشاركت في بطولتها المطربة رجاء عبده.

## أعمالها
شاركت زوبة في فيلم الخمسة جنيه، وفتاة السيرك، وفي فيلم ألماني عن الرقص الشرقي، ووصلت لشهرة باستخدام الأسم في قماش زوبة ومناديل زوبة وفنجان زوبة وتماثيل زوبة، وكان السبب في ابتكار تمثال زوبة هو الكاتب والفنان عبد الرحمن الخميسي.